# Galway Girl (chanson d'Ed Sheeran)
 (janvier 2018).
Si vous disposez d'ouvrages ou d'articles de référence ou si vous connaissez des sites web de qualité traitant du thème abordé ici, merci de compléter l'article en donnant les références utiles à sa vérifiabilité et en les liant à la section « Notes et références ».
Singles de Ed Sheeran
Shape of You
(2017) Perfect
(2017)
Clip vidéo
(en) [vidéo] « Galway Girl », sur YouTube
Galway Girl est le troisième single de l'album Divide d'Ed Sheeran. La chanson Galway Girl atteint la première place dans les hit-parades d'Irlande et d'Islande[réf. nécessaire].

## Clip Vidéo
La vidéo sort sur YouTube le 4 mai 2017. La vidéo est tournée par Ed Sheeran dans la ville de Galway en Irlande. Y apparaît notamment Saoirse Ronan. 